# Marina Chirca
Marina Chirca (n. 18 iulie 1915 – d. 13 septembrie 2013) , fiica lui Petre și a Tatianei Simion, soția lui Aurel Chirca și mama a trei copii, a fost o femeie din satul de munte Nucșoara, județul Argeș care a ajutat membrii Grupului de Rezistența de la Nucșoara.
În 1949, 16 oameni, din care 4 femei, au decis să organizeze un grup de rezistență anticomunistă în munți. Acesta s-a dovedit a fi, ulterior, unul dintre cele mai longevive grupuri de partizani anticomuniști din Europa Răsăriteană și fost condus de Toma Arnăuțoiu, fost ofițer în garda Regelui Mihai.
Între anii 1949 și 1958, Marina Chirca a sprijinit grupul armat al partizanilor anticomuniști din Munții Făgăraș, conduși de Toma Arnăuțoiu.
Marina Chirca a fost persoana care a dus partizanilor mesaje și arme, cunoscând toate evenimentele din viața grupului.
Prinsă în 1963, după ce se ascunsese cinci ani într-un pod, a fost anchetată, bătută cumplit și încarcerată. Averea i-a fost confiscată și distribuită consătenilor care colaboraseră cu Securitatea.
În decembrie 1963 Tribunalul Militar al Regiunii Militare București a condamnat-o la 15 ani muncă silnică și confiscarea totală a averii. A fost eliberată din detenție în 1964, odată cu soțul său, ce fusese arestat în 1949, și cu cei doi fii, arestați în 1958.
A murit la 98 de ani și a fost înmormântată în localitatea natală.

## Legături externe
- Armand Gosu (17 septembrie 2013), „Lecția de curaj și demnitate a Marinei Chirca”, Revista 22, accesat în 19 septembrie 2013
- Ionel Stoica (14 septembrie 2013), „DOLIU. A murit Marina Chirca, membră a grupului de rezistență de la Nucșoara”, Evenimentul zilei, accesat în 19 septembrie 2013
- Traian Almasan (16 septembrie 2013), „Marina Chirca, sau despre eroii de care copiii vor să afle dar nu au de unde...”, Adevărul, accesat în 19 septembrie 2013
- A murit Marina Chirca, „cea mai devotată” partizanilor de la Nucșoara. Ultimul interviu al eroinei de 98 de ani, 15 septembrie 2013, Laurențiu Ungureanu, Adevărul